# Jenna Lamia
Jenna Lamia née le 2 mai 1981 à Los Angeles est une actrice américaine.

## Biographie et carrière
Elle commence sa carrière à Broadway New York au Lincoln Center for the Performing Arts.

## Filmographie
| Année     | Travail                                        | Rôle                                                                      |
| --------- | ---------------------------------------------- | ------------------------------------------------------------------------- |
| 1998      | Hi-Life                                        | Girl Teen                                                                 |
| 1999      | Strangers with Candy                           | Poppy Downes                                                              |
| 1999      | The Guiding Light                              | Ali                                                                       |
| 1999      | FANatic                                        |                                                                           |
| 2000      | Brutally Normal                                | Ali                                                                       |
| 2000      | New York, unité spéciale (saison 2, épisode 8) | Siobhan Miller                                                            |
| 2001      | Corkscrew Hill                                 | Paddy McMooney                                                            |
| 2000-2002 | Oz                                             | Carrie Schillinger                                                        |
| 2003      | Happy End                                      | Sparkle                                                                   |
| 2004      | FBI : Portés disparus                          | Alice Blossom                                                             |
| 2004      | NYPD Blue                                      | Gina Bell                                                                 |
| 2004      | The Jury                                       | Christine Britton                                                         |
| 2008      | Something's Wrong in Kansas                    | Shelby                                                                    |
| 2009      | The Box                                        | Diane Carnes                                                              |
| 2010      | The Fighter                                    | Sherri Ward                                                               |
| 2012      | The Polar Bears                                | Polar Girl 1                                                              |
| 2013      | The Call                                       | Brooke                                                                    |
| 2013-2015 | Awkward                                        | Lesley Miller                                                             |
| 2010      | 90210                                          | Writer, "They're Playing Her Song" First Aired Nov. 15, 2010              |
| 2011      | 90210                                          | Writer, "Women on The Verge" First Aired May 2, 2011                      |
| 2011      | 90210                                          | Writer, "Let The Games Begin" First Aired October 4, 2011                 |
| 2012      | 90210                                          | Writer, "Should Old Acquaintance Be Forgot?" First Aired January 17, 2012 |
| 2012      | 90210                                          | Writer, "A Tale of Two Parties" First Aired May 8, 2012                   |
| 2012-2013 | 90210                                          | Executive Story Editor                                                    |
| 2021-2025 | Resident Alien                                 | Judy Cooper                                                               |

- 2024 : Un couple parfait de Susanne Bier (mini-série télévisée) (créatrice et productrice exécutive)